# 新國直線脂鯉
欣古直線脂鯉，為輻鰭魚綱脂鯉目脂鯉亞目脂鯉科的其中一個種，為熱帶淡水魚，分布於南美洲欣古河流域，體長可達5公分，棲息在底中層水域，生活習性不明。